# Divine
Harris Glenn Milstead (Baltimore, 19 de octubre de 1945 - Los Angeles, 7 de març de 1988) fou un actor i cantant nord-americà, conegut sobretot per la seva caracterització com la drag queen Divine'', personatge que li va donar ampli èxit i reconeixement en l'ambient musical i al cinema independent. El seu nom va quedar associat principalment als films del reconegut director John Waters.

## Història

### Infantesa
Fill de Bernard i Diana Frances Milstead, Glenn va néixer a Baltimore, Maryland. A l'edat de 12 anys, la seva família es muda a Lutherville, un suburbi del comtat de Baltimore, on el famós director de cinema John Waters, amic des de la infància, vivia només a 6 cases de la seva.

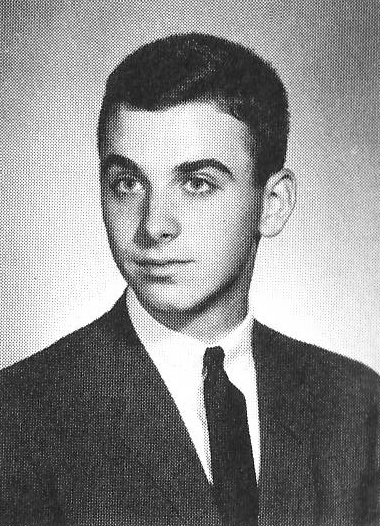
Glenn Milstead el 1963.

### Carrera
Milstead comença la seva carrera com a actor formant part de l'equip d'actors i models anomenat Dreamlanders. Aquest terme prové del nom de la productora de John Waters, Dreamland Productions. Va participar en pel·lícules com Pink Flamingos, Female Trouble, Polyester i Hairspray, totes sota la direcció del seu amic, així com en un western atípic, Lust in the Dust (1985), al costat de Cesar Romero i Tab Hunter.

Als anys 1980 comença a treballar en la indústria de la música com a drag queen (Divine) amb un sensacional èxit a l'Amèrica del Nord, Europa i Austràlia. Les seves cançons dance i electropop van ser produïdes per Bobby Orlando. El seu màxim èxit va ser el senzill «You Think You're A Man», produït per Stock, Aitken & Waterman per al segell Proto Records, que va arribar a ocupar el número 16 a les llistes del Regne Unit. Va realitzar gires i presentacions en diverses parts de món.

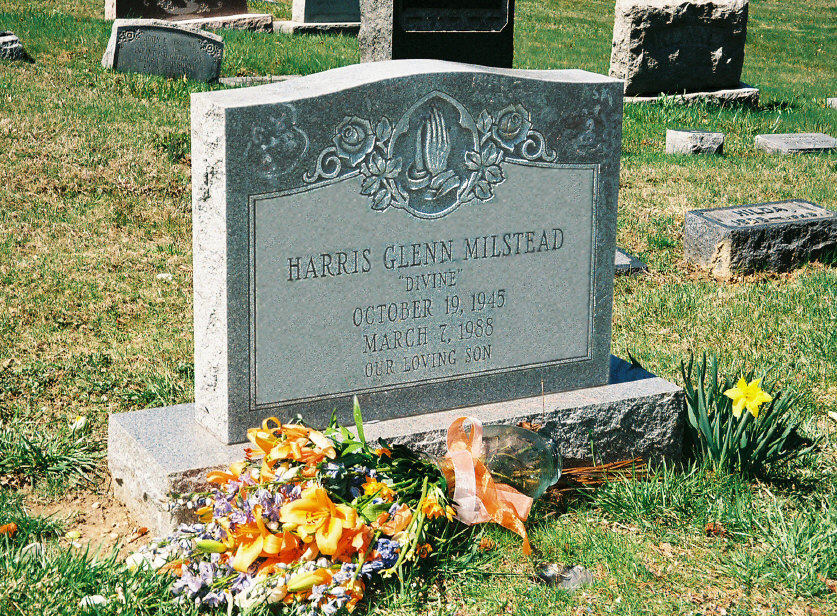
Tomba de Harris Glenn Milstead, a Towson, Maryland.

En l'últim període de la seva carrera actoral va treballar en tres pel·lícules: Trouble in Mind, Hairspray i Out of the Dark, sense presentar-se en el paper de drag queen.

### Mort
El 1988, va ser triat per participar de la sèrie televisiva Married ... with Children (Matrimoni amb fills), emesa als Estats Units per Fox, quan aquest canal liderava en audiència. Inesperadament, mentre dormia, va morir als 42 anys de miocardiopatia hipertròfica (cardiomegàlia). Els productors de la sèrie van enviar al seu enterrament flors amb una targeta molt còmica que deia: "Si no volies fer el programa, podries haver-ho dit abans." 
El seu funeral va tenir lloc a la seva ciutat natal i hi van assistir milers de persones que volien retre-li un últim homenatge.

### Llegat
El llegat de Divine és inspiració per a la nova generació de transformistes i drag queens i per als mateixos productors de PWL. La figura de Divine va inspirar a el personatge antagònic d'Úrsula, per a la pel·lícula La sireneta de Disney (1989).

## Filmografia
- Roman Candles (1966)
- Eat Your Makeup (1968)
- The Diane Linkletter Story (1969)
- Mondo Trasho (1969)
- Multiple Maniacs (1970)
- Pink Flamingos (1972)
- Female Trouble (1974)
- Underground and Emigrants (1976) (documental)
- Tally Brown, New York (1979) (documental)
- The Alternative Miss World (1980) (documental)
- Polyester (1981)
- Lust in the Dust (1984)
- I Wanna Be a Beauty Queen (1985) (documental)
- Divine Waters (1985) (documental)
- Trouble in Mind (1985)
- The Fruit Machine (1988) (banda sonora)
- Hairspray (1988)
- Out of the Dark (1989)

## Senzills
| Any  | Títol                           |      |                    |
| ---- | ------------------------------- | ---- | ------------------ |
| Any  | Títol                           | 1981 | "Born to Be Cheap" |
| 1982 | "Native Love (Step by Step)"    |      |                    |
| 1983 | "Shoot Your Shot"               |      |                    |
| 1983 | "Love Reaction"                 |      |                    |
| 1983 | "Shake It Up"                   |      |                    |
| 1984 | "You Think You're a Man"        |      |                    |
| 1984 | "I'm So Beautiful"              |      |                    |
| 1984 | "T Shirts and Tight Blue Jeans" |      |                    |
| 1985 | "Walk Like a Man"               |      |                    |
| 1985 | "Twistin' the Night Away"       |      |                    |
| 1985 | "Hard Magic"                    |      |                    |
| 1987 | "Little Baby"                   |      |                    |
| 1987 | "Hey You!"                      |      |                    |

## Discografia
- My First Album (álbum) (1982)
- Jungle Jezebel (1982)
- The Story So Far (álbum) (1984, Proto)
- Maid In England (1988)
- The Best Of & The Rest Of (1989) (compilació)
- The 12" Collection (1993) (compilació)
- Born To Be Cheap (1995) (en viu)
- Shoot Your Shot (1995)
- The Originals And The Remixes (1996) (2 CDs compilació)
- The Best Of Divine (1997) (compilació)

Produïts per Bobby Orlando i a partir de 1984 pel trio de productors de PWL Stock, Aitken & Waterman.